# Comachuén
Comachuén, est une ville dans l'état de Michoacán, au Mexique, située dans la région appelée Meseta Purépecha (es).